# やす子
やす子（やすこ、1998年〈平成10年〉9月2日 - ）は、日本の女性お笑いタレント、即応予備自衛官。ソニー・ミュージックアーティスツ所属。本名は安井 かのん（やすい かのん）。

## 来歴
山口県宇部市出身。2歳の時に両親が離婚したため、実母に引き取られて成長する（実父とは芸能界デビュー後に22年ぶりに連絡があり再会した）。母子家庭で育ったため、生活が苦しく部費や家賃が払えない状態で、中学時代は妹と共に給食以外を食べられない日もざらだったといい、給食の無い夏休み中にはスーパーに安売りされていたパンの耳を大量に買い込んで飢えを凌いだ経験もある。高校生の時に児童養護施設で生活し、実母とは会わなかった。高校では柔道部に所属。高校時代は学校で3年間仲間外れにされ、トイレで弁当を食べたり、休み時間は図書館で過ごしたりしていた。保健室登校の経験もある。
山口県立宇部中央高等学校卒業後、陸上自衛隊に入隊。大久保駐屯地（京都府宇治市）の施設科部隊(第4施設団)に配属、ドーザ手（ブルドーザーオペレーター）として2019年まで2年間勤務。大型特殊免許所持。特技は射撃、水泳、柔道（有段者）など。
自衛官退官後、東京で半年ほど官公庁などの清掃員として働いた後、中学校の用務員として勤務しているときに自衛官時代から付き合いのあった友人の誘いでお笑いを始める。最初はその友人とコンビ「新人類」を結成し、様々な事務所に履歴書を送った結果、返事が来たソニー・ミュージックアーティスツに面接に行き即日所属が決まった。しかし、事務所ライブ当日にその相方が欠席し、最初はその日のうちに芸人を辞めようと思っていたが、それでも休むことなく急遽1時間ほどでピンネタを作り、芸名も本名から現在の芸名に改名し出演、その時はピラミッド形式で一番下のライブながら299位に入った。そして、芸名は変更せずピン芸人として2019年9月29日から芸人活動を開始。芸人として活動している現在も即応予備自衛官任官中の身である。そのため、芸能の仕事の合間に自衛官の仕事も行っていたが、2023年4月からは多忙になったことで自衛官の仕事を休業していた。しかし、2024年4月から「月1回で訓練に行く」と即応予備自衛官に復帰する予定と話している。
芸人になるまでは人生の中でテレビと触れる機会が少なかったため、タレントや人気番組などの知識はほとんど無く、「ぐるナイおもしろ荘」も自分が出演するまで知らなかったという。その後、『ダウンタウンDX』（読売テレビ）を見て「松本人志（ダウンタウン）さんの言うことは面白いな」と感じ、『ダウンタウンのごっつええ感じ』（フジテレビ）のDVDを借りてお笑いを学んだ。好きな芸人はダウンタウン、千原ジュニア（千原兄弟）、ハリウッドザコシショウ、天竺鼠、ズンズンポイポイ、スタミナパンなど 。
2020年4月6日放送『東京オーディション（仮）』（TOKYO MX）で、地上波テレビで初めてネタを披露した。
2021年1月1日（2020年12月31日深夜）放送の『ぐるナイおもしろ荘2021』に出演し、3位に入賞した。
2021年1月から『サンデー・ジャポン』（TBSテレビ）のリポーターを務めている。
2021年4月26日より宇部ふるさと大使に就任。
2023年11月12日にanan AWARD 2023 リプライ部門を受賞した。
2024年1月18日、バラエティ番組『ぐるぐるナインティナイン』内のコーナー「グルメチキンレース・ゴチになります!25」で新メンバーに選ばれ、GP帯バラエティ番組に初めてレギュラー出演する。
2024年の『24時間テレビ 47「愛は地球を救うのか?」』ではチャリティーマラソンランナーに選出された。やす子本人の発案により、『24時間テレビ』全体の募金と切り分け、その全額が全国600カ所以上の児童養護施設のために役立てられる“目的別募金”となった。台風10号の影響が懸念され、安全に配慮しながらの実施となり、横浜市の横浜国際総合競技場（日産スタジアム）を周回するコースに変更となった。8月31日午後7時50分過ぎにマラソンをスタート。1周400メートルのトラックを75周、30キロを走った後、夜が明けた9月1日朝にスタジアムを出てメーン会場の東京・両国国技館へ向けて走り出した。台風10号とそれから変わった熱帯低気圧による大雨も降る中、左足首に痛みが出るなどの悪条件を超え、同日夜、両国国技館にゴールインし、80キロ超を完走した。「マラソン児童養護施設募金」の募金額は4億3801万4800円に達したと発表された。
2025年3月25日、予備自衛官の更新（階級:予備陸士長）訓練に参加後、自衛隊活動の理解促進に貢献したとして森下陸上幕僚長から褒賞状を授与された。

## 人物
- かつて、マセキ芸能社所属の芸人・高田ぽる子と同居していた[25]。
- 実家に犬2匹と猫がいる。犬は親がホンダ・ステップワゴンに乗っていた事から「ステップ」「ワゴン」とそれぞれ名付けられた。名付けは母親。猫は飼い始めた時に親が車を買い換えてトヨタ・ハイエースにした為、「ハイエース」と名付けられた[26]。自宅には元野良猫のアビシと名付けた猫を飼っている[27]。
- 子供のころのあだ名は「しけちゃん」[28]。
- 小学生の頃の将来の夢は獣医で、その後、中学生時代には漫画家を目指すようになっていた[26]。しかし家庭が貧しかったため、高校卒業後に就職せざるを得ず、住み込みで働けるところを探したところ、パチンコ屋か自衛隊しかなかった。いずれにも応募し、結果的に自衛隊に入隊した（高校の部活の顧問の先生に勧められた[12]という理由のほかに、「パチンコ屋が不採用になった」ためでもある[29]）。
- カフェでアルバイトをしていた時に食洗機をゴミ箱だと思い、生ごみを大量に入れて壊したために解雇された[30]。
- 漫画「日常」のファンで、宣材写真で用いている手のひらを正面に向けるポーズも「日常」がモチーフだという[31]。
- 女優、モデルの森日菜美は親友の一人にやす子の名を挙げている[32]。

### パワハラ問題
- 『週刊文春』2024年6月6日号に、自衛隊時代の後輩からパワーハラスメントを告発された。これに対してやす子は『文春』の取材に対し、事務所を通じて謝罪。これを受けて大手芸能事務所の幹部は「やす子そのものより自衛隊の体質に問題があると思った人も多く、ネットでも非難の声は少なかった」と指摘し、この記事を担当した芸能ジャーナリストの佐々木博之も「素早い対応と真摯な姿勢が功を奏して彼女はノーダメージで済みそうだ」と評価した[33][34]。
  - しかし実際には自衛隊の1期後輩にあたる期被害者は「あの事件さえなければ、今でも自衛官を続けていた。そう思うと本当に悔しい。今でも安井さんのことは許せません」[35]「"元自衛官"を売りにしているなんて許せない」としている[36]。
  - 更に、被害者は暴力を振るわれたとしているが、「暴力を振るったのはやす子ではないと認識しています」と事務所は否定しているため主張が食い違っている[35]。
    - 暴力を振るわれた経緯としては2018年10月中旬に突然被害者の部屋にやす子が入り、「お前ら、マジ邪魔。消えてくれない?」「自衛隊辞めてしまえ!」「私はあと1年で辞めるからどうでもいいけど、お前らは本当に目障り」「消えろ消えろ消えろ」とひたすら罵倒した後、言い返さずに堪えている被害者を指さし同室の同期に「こいつ、耳聞こえてないけど大丈夫?」と問いかけた[37]。見かねた同期が被害者に「言いたいことはないの?」と問いかけると被害者はやす子に「そういう言い方は良くないと思います」と言い返した、するとやす子は被害者に掴みかかり壁際に押し込まれ身体を押さえつけられ締め上げられた、その場にいた被害者の先輩にあたる人物と同期が間に入りやす子は謝罪したが、洗面所に被害者が向かう途中ですれ違うとやす子はニヤリと笑った。翌日になると被害者がやす子に手を出したという噂が広まり11月に被害者は医師にうつ病の診断を下され翌年1月に辞職した[35]。同部屋にいた別の同期もやす子が「自衛隊を辞めてしまえ」と言った後先に手を出したと証言している[35]。やす子本人は「嫌な気持ちにさせてしまったのであれば、大変申し訳なく思っています。」とコメントした[35]。

## 芸風
- 元自衛官である経歴を活かしたネタを披露することが多く、「五十音順の何を言われても自衛隊っぽいことが言える・動きが出来る」「どんな職業を言われても、その中で自衛隊に向いている所を言える」（自衛隊勧誘）「自衛隊体操」（何倍にも速く出来る）「5段階匍匐前進」などの特技からネタを繰り出すことが多い[1]。
- 代表作に「このシルエットなんでshow?」というフリップ芸がある。様々なシルエットが描かれたフリップをめくっていくものの、全て様々なポーズをとった自衛官というもの。
- 持ちギャグの「はい〜」は、初めてテレビ出演した際にテロップになっているのを見て初めて口癖であることを自覚したという[38]。
- 舞台などに出演する時は七三分けの髪型に迷彩服という格好が特徴[1]。
- 山内健司（かまいたち）に似ていると言われることがあり、顔真似を特技としている[1]。2022年5月28日放送の、『かまいたちの机上の空論城』（関西テレビ）内の「山内モノマネ王座決定戦」にて、顔真似は出来たものの、モノマネが出来ずに惨敗している[39]。

## 受賞歴
- anan AWARD 2023 リプライ部門[18]
- 2023年ブレイク芸人ランキング（オリコン）にて1位（上半期と通年）[40]
- LINE NEWS AWARDS 2024 タレント部門[41]
- Yahoo!検索大賞2024 お笑い芸人部門1位[42]

## 出演

### テレビ
- 東京オーディション（仮）（TOKYO MX）[15] - 2020年4月6日
- 水曜日のダウンタウン（TBSテレビ） - 2020年4月15日[43]、2021年6月30日、2022年4月6日
- ぐるぐるナインティナイン（日本テレビ）
  - ぐるナイおもしろ荘2021 - 2021年1月1日（2020年12月31日深夜）
  - ゴチになります！ - 2021年1月21日[44][45]、3月4日、4月29日、5月13日・20日、6月3日、7月1日・29日、9月23日、10月7日、10月21日、11月4日、2024年1月18日 - 12月31日（「グルメチキンレース・ゴチになります!25」レギュラー）[19]
- サンデージャポン（TBSテレビ）- 2021年1月10日から現在まで「ジャーナリスト」などで出演[46][47]
- 有吉ジャポンII ジロジロ有吉（TBSテレビ）- 2021年2月19日、9月3日
- にちようチャップリン（テレビ東京）- 2021年2月27日、5月22日・29日、6月5日・26日（MC）、7月3日、11月27日、2022年7月24日、9月4日（MC）・11日
- かまいガチ（テレビ朝日）- 2021年3月1日
- 今田耕司★ヒットの世界 東大生が通販してみた!!（テレビ朝日）- 2021年3月6日
- フレンドリーバイきんぐ（AbemaTV）- 2021年3月7日
- 芸人記者ニュースマン（フジテレビ）− 2021年3月14日
- 有田プレビュールーム2時間SP（TBSテレビ）− 2021年3月15日 いい人芸人GPとつり革ネタGPに出演
- お笑いワイドショーマルコポロリ!なぜブレーク!?あの女芸人一体何者!?お悩み大告白SP（カンテレ）- 2020年3月21日
- 直撃!シンソウ坂上（フジテレビ）- 2021年3月25日
- 秘密のケンミンSHOW 極（読売テレビ・日本テレビ系列）- 2021年4月15日、2023年2月9日
- スッキリ（日本テレビ）- 2021年4月29日
- バゲット（日本テレビ）- 2021年4月29日
- アメトーーク!（テレビ朝日）- 2021年5月20日
- 踊る!さんま御殿!!（日本テレビ）- 2021年6月1日
- ジョブチューン（TBSテレビ）- 2021年6月5日
- 中居正広の金曜日のスマイルたちへ（TBSテレビ）- 2021年6月11日・18日
- ホワイトボディ（テレビ朝日）- 2021年6月12日
- 日曜日の初耳学（TBSテレビ）- 2021年6月13日
- めくってキュン！幸せさんの神マガジン（TBSテレビ）- 2021年7月11日
- ウチのガヤがすみません!（日本テレビ）- 2021年7月13日、9月7日
- 中島由貴とミライアカリの女子会ですが（BS日テレ）- 2021年7月17日
- さんまのお笑い向上委員会（フジテレビ）- 2021年7月31日、8月7日・14日、9月11日・18日、10月2日、11月13日
- 鬼旨ラーメングランプリ（フジテレビ）- 2021年8月1日
- 水野真紀の魔法のレストラン（毎日放送）- 2021年8月11日、10月29日
- 99人の壁（フジテレビ）- 2021年8月14日
- ヒルナンデス!（日本テレビ）- 2021年8月20日、2021年11月3日、2022年8月4日、2024年1月11日 - 6月27日（木曜シーズンレギュラーとして出演。）、2024年7月4日 - （木曜レギュラーとして出演。）
- 芸能人が本気で考えた!ドッキリGP（フジテレビ）- 2021年8月21日、11月4日、11月27日、2022年9月24日
- お笑い合戦独眼竜（東日本放送）- 2021年9月11日
- マツスタ大解剖！（広島テレビ）- 2021年10月3日
- ナニコレ珍百景（テレビ朝日）- 2021年10月17日
- 今ちゃんの「実は…」（朝日放送テレビ）- 2021年10月24日、2022年2月24日
- 特命ぺこぱ〜ぺこぱ貸します〜（ひかりTV・dTV） - 2021年11月1日、11月8日
- 有吉ぃぃeeeee!そうだ!今からお前んチでゲームしない?（テレビ東京）- 2021年11月7日、2022年3月13日
- イタズラジャーニー（フジテレビ）- 2021年11月21日、2022年6月4日
- アイアム冒険少年（TBSテレビ）- 2021年11月29日、2022年9月19日
- 白黒アンジャッシュ（千葉テレビ） - 2021年12月7日、14日
- 所さんの学校では教えてくれないそこんトコロ! 4時間SP（テレビ東京）- 2022年1月2日、3月11日（驚きの遠距離通学！ ）
- ラフ&クライ!〜笑いのショートプログラム〜（TBSテレビ） - 2022年1月9日
- 千原ジュニアの座王（関西テレビ） - 2022年2月25日、3月11日、4月1日、4月15日
- くりぃむナンタラ（テレビ朝日）- 2022年5月1日
- 秘境のガソリンスタンドに3日間密着してみたら…（テレビ東京）- 2022年5月9日、2023年1月3日
- 呼び出し先生タナカ（フジテレビ） - 2022年5月15日、9月4日
- 人志松本の酒のツマミになる話（フジテレビ）- 2022年10月29日
- 突然ですが占ってもいいですか?（フジテレビ）- 2023年1月30日[48]
- オールナイトフジコ（フジテレビ） - 2023年4月22日
- 発見!タカトシランド（北海道文化放送）
  - 2023年8月11日 - 琴似・二十四軒エリアでイイとこ探し！
  - 2023年8月18日 - 西区・西野二股エリアでイイとこ探し！
- おしゃれクリップ（日本テレビ） - 2023年11月5日
- NHKでやらなさそうなアレ（仮）（NHK総合、深夜に不定期放送の実験番組枠） - 2024年 - 、大半の番組に出演[49]
  - やす子のドッキリしかけちゃいました！メンバーの歌ネタ！（2024年2月4日）
  - 水溜りボンドが子守!?やすスケの突撃きょうの晩ごはんをあてろ（2024年3月3日）
  - やす子がアウフグースマスターに!?なにそれ?（2024年3月23日）
  - ドッキリはありません！やす子をひたすら癒やす!?（2024年4月13日）
  - やす子の、山口に帰ろう（2024年5月21日）
  - 若者の間で昭和ブーム?そしてまたあう日まで（2024年6月9日）[50]
  - やすスケ再び！（2024年7月15日）
- news every.（日本テレビ） - 2月度『いまダケッ』リポーター
  - 2月6日 - 27日、火曜日のみの出演。
- アナザースカイ（2024年2月10日、日本テレビ） - ゲスト（訪問地：山口県宇部市）[51]
- 今夜はナゾトレ（フジテレビ） - 2024年1月16日 - 3月26日
- 24時間テレビ 「愛は地球を救う」（日本テレビ）
  - 24時間テレビ 愛は地球を救う47（2024年8月31日 - 9月1日） - チャリティーランナー[52]
    - 思いよとどけ‼やす子の24時間マラソン〜児童養護施設の子どもたちのために〜（2024年9月2日）

  - 24時間テレビ48 愛は地球を救う（2025年8月30日・31日〈予定〉） - チャリティーパートナー[53]
- めざましテレビ（フジテレビ）「ロペとアニマル」 - 2025年3月31日 - ※不定期出演

### テレビドラマ
- リコカツ 第1話・第2話・最終話（2021年4月16日・23日・6月18日、TBSテレビ） - 安井候補生 役
- 劇的に沈黙 第1話ep2・第14話ep11（2021年7月6日・7月27日、TOKYO MX）
- 家政夫のミタゾノ 第6シリーズ 第5話（2023年11月7日、テレビ朝日） - 本人 役[54][55]
- セクシー田中さん 第4話（2023年11月12日、日本テレビ）[56]

### 劇場アニメ
- きみの色（2024年8月30日公開） - 百道さく 役[57]

#### 吹き替え
- きかんしゃトーマス 大冒険!ルックアウトマウンテンとひみつのトンネル（2024年4月19日公開） - ダーシー 役[58]

### ラジオ
- God Bless Saturday（FMヨコハマ）- 2020年10月17日
- AMEMIYAのとにかく歌います（山梨放送・新潟放送・四国放送・北陸放送）- 2021年1月29日、2月5日
- 爆笑問題の日曜サンデー（TBSラジオ）- 2021年2月7日裏技コーナー優勝、- 2021年8月15日
- ラジオビバリー昼ズ（ニッポン放送）- 2021年3月16日
- 大竹まこと ゴールデンラジオ!（文化放送）- 2021年3月18日
- ザ・ラジオショー（ニッポン放送）- 2021年9月1日
- やす子のGERA NEXT（GERA放送局、2022年2月24日 - 3月17日）[59]
- 高田ぽる子とやす子のオールナイトニッポンPODCAST（ニッポン放送） - 2022年3月度パーソナリティ[60]
- やす子のオールナイトニッポン0(ZERO)（ニッポン放送）2023年10月21日（22日深夜）
- ALL The Feels（NACK5）2024年1月8日 - 11日、週替わりセレクター[61]

### CM・広告
- サントリー食品インターナショナル
  - 「ペプシ〈生〉」（2023年3月）※WEB-CM。朝日奈央と共演[62]
  - 「クラフトボス」『宇宙人ジョーンズ・仕事の場所』篇（2024年5月20日 - ）※トミー・リー・ジョーンズ、役所広司、杉咲花、神木隆之介、安藤サクラと共演[63]
- キンチョウ「コンバット 異状なし！ 篇」（2023年）[64]
- バイク王「決めポージング 51cc以上10万円CP 篇」（2023年）※つるの剛士、ハリウッドザコシショウと共演[65]
- スカパー！「スカパー！熱狂フェス＃テレビだけだと思うなよ」キャンペーン（2023年10月20日〈WEB-CM〉 - 、26日〈地上波TVCM〉 - ）[66]
- サントリー
  - 「トリスハイボール」『トリスでカンハイ〜』篇（2023年11月7日 - ）※アンバサダー[67]
  - 「-196 」『なにー！美味しくなったダブルレモン！』篇（2025年1月27日 - ）※渋谷凪咲と共演
- 味の素冷凍食品「ギョーザ」『羽根パネェ〜！篇』・『羽根パネェ〜！すずドッキリ成功篇』（2024年3月28日 - ）※広瀬すずと共演[68]
- 森永製菓「フローズンラムネ」『フローズンラムネ はいー参上！やす子ちゃん！篇』（2024年4月30日 - ）※Web-CM[69]
- 大樹生命保険「健康自慢［健康体料率特約（特約用）］」『保険料が、やす子篇』（2024年10月4日 - ）※竹内涼真と共演[70]
- 花王「バブ メディキュア」（2024年10月8日 -　〈WEB-CM〉、11月4日 - 〈TV-CM〉）『高濃度炭酸浴』篇[71]

### 舞台・ライブ
- 笑いの源（2019年10月16日、2020年11月12日、なかの芸能小劇場）
- 放課後気ままなお笑ライフ（2020年11月30日、しもきた空間リバティ）

## コラボ商品

### セブンイレブン
2023年12月3日放送の坂上&指原のつぶれない店の番組連動企画「【芸人・やす子がセブン-イレブン商品開発に挑む!?】」にて開発し、同日より全国のセブンイレブンにて発売。
- お鍋でグツグツカレーうどん - 豚の角煮入りの豚骨入りカレーうどんで、味変はマヨネーズで。
- トマト&クリームのWソースパスタ - クリームソースは豚骨入りで、味変はワサビで。

## ディスコグラフィー

### 配信限定シングル
| 発売日       | タイトル               | レーベル  |
| ------------ | ---------------------- | --------- |
| 2023年7月7日 | はじめてのきょく       | 81 record |
| 2023年7月7日 | なんもないアンモナイト | 81 record |
| 2023年7月7日 | 多分花粉               | 81 record |
| 2023年7月7日 | だったらいいのに       | 81 record |
| 2023年7月7日 | JUST DO IT             | 81 record |

## 書籍

### 雑誌連載
JUNON 「やす子のはい～テンション日記」（2023年11月号 - 、主婦と生活社）